# 미야자와 내각
미야자와 내각(일본어: 宮澤内閣)은  미야자와 기이치가 제78대 내각총리대신으로 임명되어, 1991년 11월 5일부터 1992년 12월 12일까지 존재한 일본의 내각이다.

## 개요
1992년 8월 30일, 미야자와 총리는 가루이자와에서 열린 강연에서 처음으로 금융 기관에 대한 공적자금 도입을 언급했으나 대장성을 비롯한 금융 기관, 게이단렌 등의 경제 관련 단체, 언론들의 맹렬한 반대에 부딪혀 포기했다.

## 각료
- 내각총리대신 - 미야자와 기이치
- 외무대신 - 와타나베 미치오(부총리)
- 법무대신 - 다와라 다카시
- 대장대신 - 하타 쓰토무
- 문부대신 - 하토야마 구니오
- 후생대신 - 야마시타 도쿠오
- 농림수산대신 - 다나부 마사미
- 통상산업대신 - 와타나베 고조
- 운수대신 - 오쿠다 게이와
- 우정대신 - 와타나베 히데오
- 노동대신 - 곤도 데쓰오
- 건설대신 - 야마사키 다쿠
- 자치대신, 국가공안위원회 위원장 - 시오카와 마사주로
- 내각관방장관 - 가토 고이치
- 총무청 장관 - 이와사키 준조
- 홋카이도 개발청 장관, 오키나와 개발청 장관 - 이에 도모오
- 방위청 장관 - 미야시타 소헤이
- 경제기획청 장관 - 노다 다케시
- 과학기술청 장관 - 다니가와 간조
- 환경청 장관 - 나카무라 쇼자부로
- 국토청 장관 - 도야 요시유키
  - 내각법제국 장관 - 구도 아쓰오
  - 내각관방부장관(정무) - 곤도 모토지
  - 내각관방부장관(사무) - 이시하라 노부오

## 정무 차관
1991년 11월 6일에 임명됐으며 단, 과학 기술 정무 차관인 후타쓰기 히데오는 전임 내각으로부터 유임됐다.
- 법무 정무 차관 - 아키야마 하지메 / 나루세 모리시게(1992년 8월 5일 ~ 12월 6일)
- 외무 정무 차관 - 가키자와 고지
- 대장 정무 차관 - 무라이 진·아오키 미키오
- 문부 정무 차관 - 마쓰다 이와오
- 후생 정무 차관 - 소노다 히로유키
- 농림 수산 정무 차관 - 후타다 고지·진노우치 다카오
- 통상 산업 정무 차관 - 고가 마사히로·구쓰카케 데쓰오
- 운수 정무 차관 - 사토 다카오
- 우정 정무 차관 - 사사가와 다카시
- 노동 정무 차관 - 미야자키 히데키 / 이시와타 기요하루(1992년 8월 5일 ~ )
- 건설 정무 차관 - 가네코 가즈요시
- 자치 정무 차관 - 호즈미 요시유키
- 총무 정무 차관 - 엔도 다케히코
- 홋카이도 개발 정무 차관 - 오이시 마사미쓰
- 방위 정무 차관 - 우오즈미 히로히데
- 경제 기획 정무 차관 - 다나카 슈세이
- 과학 기술 정무 차관 - 후타쓰기 히데오(유임)
- 환경 정무 차관 - 히라노 기요시 / 고구레 야마토(1992년 8월 5일 ~ )
- 오키나와 개발 정무 차관 - 고노이케 요시타다
- 국토 정무 차관 - 마에다 다케시

## 참고 문헌
- 하타 이쿠히코 편 《일본 관료제 종합 사전 : 1868 ~ 2000》(도쿄 대학 출판회, 2001년)